# Nirupama Sanjeev
Nirupama Sanjeev (Coimbatore, 8 dicembre 1976) è un'ex tennista e telecronista sportiva indiana.

## Biografia
Nata come Nirupama Vaidyanathan in una famiglia di sportivi, il fratello e i cugini giocavano a tennis a livello nazionale mentre il padre K.S. Vaidyanathan era stato un giocatore di cricket. Nel 1996 abbandonò l'India trasferendosi in Lussemburgo con l'obiettivo di esordire tra le professioniste mentre l'anno successivo si spostò in Florida.
Si sposò nel 2002 con Balakrishnan Sanjeev usando in competizione il cognome da coniugata, dopo aver terminato la carriera agonistica è rimasta nel mondo tennistico commentando i tornei dello Slam per ESPN Star Sports.

## Carriera
È stata la prima tennista indiana capace di vincere un incontro di singolare nei tornei dello Slam, durante gli Australian Open 1998 ha infatti sconfitto all'esordio l'italiana Gloria Pizzichini per poi venire eliminata al turno successivo da Magdalena Grzybowska. L'avventura a Melbourne è rimasta la sua unica partecipazione ad uno Slam in singolare, nel doppio ha raggiunto il secondo turno a Wimbledon 2001 in coppia con la giapponese Rika Hiraki.
Ha fatto parte della squadra indiana di Fed Cup dal 1992 al 2001 vincendo ventinove incontri e perdendone quattordici, ha rappresentato la propria naziona anche ai giochi asiatici dove ha conquistato una medaglia di bronzo nel 1998 e ai giochi olimpici di Sydney 2000.